# Сантамария, Монго
Монго Сантамария (исп. Mongo Santamaría), настоящее имя Рамон Сантамария Родригес (исп. Ramón Santamaría Rodríguez; 7 апреля 1917, Гавана, Куба — 1 февраля 2003, Майами, Флорида) — кубинский джазовый перкуссионист.

## Биография
Родился 7 апреля 1917 года в Гаване, Куба. Учился играть на скрипке, однако переключился на барабаны, на что его вдохновил Чано Посо. До 1948 года играл в ведущих кубинских группах, после чего в 1948 году переехал в Мехико и затем в 1950 году в США в Нью-Йорк со своим кузеном Армандо Перасой.
Работал с Гильберто Вальдесом, Пересом Прадо, Джорджем Ширингом (1953) и Тито Пуэнте. Стал известным благодаря сотрудничеству с Кэлом Чейдером в 1957—1961 годах. Первые значительные записи в США сделал в 1958 году на лейбле Fantasy; его второй альбом на Fantasy «Mongo» (1959), включал композицию «Afro-Blue», которая быстро стала стандартом латин-джаза, её перезаписали Джон Колтрейн, Диззи Гиллеспи, Эбби Линкольн и другие. Именно в этот период записывался как солист на лейблах Riverside Columbia — позже на Atlantic и Vaya. В 1963 году записал свой самый большой хит, версию «Watermelon Man» Херби Хэнкока, которая заняла 8-е место в R&B Singles и 10-е в Billboard Hot 100.
Сантамария продолжил гастролировать и записываться, больше акцентируясь на популярном джазе, также работал в направлениях латиноамериканской музыки, соул-джаз и сальса, иногда сотрудничал с джазовыми музыкантами, таким как Диззи Гиллеспи и Джек Макдафф.
Выступил на джазвом фестивале в Монтрё в 1971 году и в 1981 с Гиллеспи. Записал несколько альбомов на лейбле Concord Picante (1987—1990)
Умер 1 февраля 2003 года в Баптистской больнице в Майами, Флорида в возрасте 85 лет от сердечного приступа.

## Дискография
- «Mongo» (Fantasy, 1959)
- «Watermelon Man!» (Battle, 1963)
- «Mongo at the Village Gate» (Battle, 1963)
- «Mongo Introduces La Lupe» (Riverside, 1963); с Ла Лупе
- «El Pussy Cat» (Columbia, 1965)
- «La Bamba» (Columbia, 1965)
- «Explosion» (Riverside, 1966)
- «Mongomania» (Columbia, 1967)
- «Feelin' Alright» (Atlantic, 1970)
- «Mongo at Montreux» (Atlantic, 1971)